# Chola Shan
| Tibetische Bezeichnung          |
| ------------------------------- |
| Wylie-Transliteration: mtsho la |
| Andere Schreibweisen: Tshola    |
| Chinesische Bezeichnung         |
| Traditionell: 雀兒山            |
| Vereinfacht: 雀儿山             |
| Pinyin:Què'ér Shān              |

Chola Shan (chinesisch 雀兒山 / 雀儿山, Pinyin Què'ér Shān) oder Chola Kangri ist ein Gebirge im Nordwesten des Autonomen Bezirks Garzê der Tibeter im Westen der Provinz Sichuan in der Volksrepublik China. Sein höchster Gipfel ist 6168 m hoch. Die Sichuan-Tibet-Straße führt durch das Gebirge.